# Zofia Turowicz

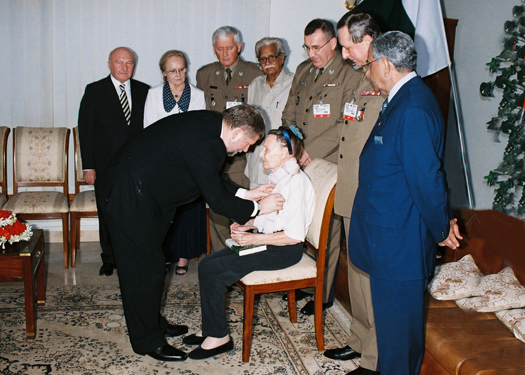
Odznaczenie Zofii Turowicz Medalem Złotego Krzyża Wojska Polskiego przez Marka Zająkałę w konsulacie generalnym RP w Karaczi

Zofia Turowicz (ur. 15 maja 1916 w Warszawie, zm. 28 lutego 2012 w Karaczi) – polska instruktor szybownictwa i skoków spadochronowych dla pakistańskiej młodzieży.
Jako studentka na Politechnice Warszawskiej, uczyła się szybownictwa w Aeroklubie Warszawskim. Była skoczkiem spadochronowym, zdobyła wiele nagród i uczestniczyła w narodowych konkursach. Gdy wybuchła II wojna światowa w 1939, Zofia Turowicz, wraz z dwiema innymi polskimi kobietami-pilotami została zaangażowana przez Polskie Dowództwo Lotnictwa jako „łączniczka”.
Latały na samolotach RWD-8, przewożąc personel i rozkazy do jednostek lotniczych (lądując na polowych lądowiskach, bo lotniska były zniszczone przez niemieckie bomby). Gdy Armia Czerwona, 17 września zaatakowała Polskę, przyszedł rozkaz przekroczenia granicy rumuńskiej po zniszczeniu samolotów, aby nie zostawiać sprzętu nieprzyjacielowi.
Udało im się dostać do Bukaresztu, gdzie zameldowały się w polskiej ambasadzie. Następnie działała jako kurierka, przenosząc listy nazwisk polskich żołnierzy internowanych oraz fotografie i dane osobiste, dostarczając internowanym dokumenty i cywilne ubrania, tak by mogli uciec do Francji.
W obozie w Slatinie (Rumunia) odnalazła swojego narzeczonego, kapitana Władysława Turowicza i tam się pobrali. Po kilku tygodniach, otrzymali poufne informacje, że władze obozu postanowiły ich aresztować za to, że się przyczynili do ucieczki wielu polskich oficerów. Udało im się opuścić Rumunię pociągiem, a gdy dotarli do Francji, zameldowali się w Głównej Kwaterze Lotnictwa Polskiego w Paryżu. Władysław Turowicz został przydzielony jako oficer techniczny do Lyonu. Zofia Turowicz otrzymała stopień podporucznika i wróciła do Paryża, gdzie została przydzielona do specjalnej pracy w Oddziale Przeciwlotniczym w Saint-Nazaire.
Kiedy Niemcy złamali Linię Maginota, stacja została ewakuowana do Anglii. Okręt, na którym miała przekroczyć kanał La Manche musiał odpłynąć z powodu nalotu niemieckiego i Zofia Turowicz dopłynęła do Plymouth na rybackiej łodzi.
W Anglii kontynuowała pracę w samym oddziale, w krótkim czasie mąż też dotarł do Anglii, gdzie dokonywał ocen po wypadkach samolotowych jako „crash inspector”. Towarzyszyła mężowi w wyprawach do miejsc wypadków, często pomagając mu w nawigacji w czasie gęstej mgły. W 1944 otrzymała z Polski wiadomość o zastrzeleniu przez hitlerowców całej swojej rodziny w Warszawie. W obawie przed prześladowaniami komunistycznych władz nie wrócili po wojnie do Polski.
W marcu 1949, razem z córkami, poleciała do Pakistanu, (gdzie Władysław Turowicz przebywał od początku 1948 wraz z 30 polskimi wyższymi oficerami lotnictwa i technikami, którzy przez trzy lata pomagali w budowie Pakistańskich Sił Powietrznych). Zofia Turowicz była instruktorem szybownictwa dla pakistańskiej młodzieży w Karaczi (1950–1952) i Rawalpindi (1953–1954). W 1955 urodziła syna, a w 1957 zaczęła uczyć matematyki i chemii w Szkole Amerykańskiej w Karaczi. Przestała pracować w 1970, aby zająć się obłożnie chorym mężem.
Zofia Turowicz mieszkała w Karaczi. Posiadała obywatelstwo polskie i od 1961 pakistańskie, interesowała się wydarzeniami w Polsce i była z nią emocjonalnie związana.

## Odznaczenia i uhonorowania
9 czerwca 2005 konsul generalny Rzeczypospolitej Polskiej w Karaczi Ireneusz Makles wręczył Zofii Turowicz Medal „Pro Memoria” za wybitne zasługi i czyny w walce o niepodległość Polski podczas II wojny światowej, który przyznał jej Kierownik Urzędu do Spraw Kombatantów i Osób Represjonowanych Jan Turski. W uroczystości wzięli udział: marszałek lotnictwa Pakistańskich Sił Powietrznych Rizuddin Shaikh i wicemarszałek M. Akhtar (w stanie spoczynku), którzy byli szkoleni i pracowali pod kierownictwem generała W. Turowicza, a także czołowe osobistości Karaczi oraz przyjaciele rodziny.
20 listopada 2006 sekretarz stanu MON Marek Zająkała wręczył Zofii Turowicz w Konsulacie Generalnym RP w Karaczi Złoty Medal Wojska Polskiego, podkreślając szacunek, jakim Ministerstwo Obrony Narodowej RP darzy jej osobę i wkład w rozsławianiu dobrego imienia Wojska Polskiego na świecie. Zofia Turowicz z wielkim wzruszeniem i radością przyjęła medal i wyraziła wdzięczność za pamięć o jej zasługach.
Zasługi pary wybitnych Polaków przedstawiono w filmie Anny T. Pietraszek Polskie orlęta na pakistańskim niebie z 2008.